# Coliseo Municipal de Huancayo
El Coliseo Municipal de Huancayo un edificio histórico ubicado en la zona monumental de la ciudad de Huancayo, Perú. Funcionó como mercado de abastos desde 1928 hasta 1972 y como coliseo deportivo hasta 1998. Luego, por su estado de deterioro, se limitó su uso a establecimientos comerciales y algunas oficinas de la Municipalidad Provincial de Huancayo. Si bien no tiene declaración individual como patrimonio cultural, es parte de la zona monumental y un edificio histórico por lo que cualquier modificación en su estructura requiere la autorización del Ministerio de Cultura.

## Historia

### Plaza de toros
Desde inicios del siglo XX hasta los años 1960, la venta de abastos para la ciudad de Huancayo se realizó en la Plaza Huamanmarca. Antes de ello, durante el siglo XIX, la actividad comercial se realizaba en la llamada "Plaza de Comercio" (actual Plaza Constitución) y en la misma Calle Real donde se celebraba la feria. En los años 1950 se proyectó la necesidad de construir un edificio que sirviese como mercado de abastos para la ciudad y, en 1958, se culminó la construcción del "Mercado Central".
Este edificio se construyó en un terreno ubicado al lado suroeste de la Plaza Huamanmarca entre los actuales jirones Ica, Piura, Áncash y la Calle Real. Este terreno, en un inicio anexado a la plaza Huamanmarca, servía como plaza de toros así como para la venta de ganado. Posteriormente se construyeron viviendas que separaron este espacio de aquella plaza. La Plaza de Toros era una de las tres plazas de la ciudad (junto con la cercana Huamanmarca y la "del Comercio"). Durante su uso como plaza de toros, existía una estructura amplia cercada con muralla de tapial. En aquellos años, esta zona estaba en el extremo sur de la ciudad pero, muy pronto, debido a la migración que recibió la ciudad, quedó incorporada en el tejido urbano y prácticamente establecida en el centro del mismo.
A pesar de la importancia del espacio urbano, desde mediados del siglo XIX existían mociones municipales que buscaban el cambio de la actividad por considerar que las corridas de toros eran espectáculos "bárbaros" y contrarios a "las buenas costumbres y el espíritu humanitario".

### Mercado de abastos
Tanto el rechazo a la actividad taurina como la consciencia de la necesidad de un mercado de abastos que reemplazara el uso del espacio público conformado por la Plaza Huamanmarca, motivó desde 1920 la realización de varios esfuerzos para concretar la construcción de una plaza de abastos. Así se buscó la recaudación de un impuesto al alcohol para generar fondos para el proyecto, iniciativa que fracasó. Desde 1926 se fueron haciendo modificaciones al espacio urbano circundante con pero fue recién, mediante una concesión al señor Calixto en 1928, que se logró construir el inmueble que fue inaugurado el 2 de enero de 1929.
Entre las modificaciones al espacio circundante tenemos que por el oeste con frente a la Calle Real se dejó libre un área de 15 metros de ancho que serviría como atrio o parqueadero. Por el sur, con frente al jirón Piura, se dejó libre un área de 12 metros de ancho para la circulación peatonal. Por el norte, se dejaron libres 30 metros permitiendo la prolongación del actual jirón Ica. Por el este, con frente al actual jirón Áncash, había un espacio libre de treinta metros con piso empedrado que fue dejado para el uso de negocios anexos al mercado y que terminó siendo un mercado de comidas típicas.
La fachada del inmueble es de ladrillo y cuenta con un estilo academicista francés. En el segundo piso de esta estructura funcionarían dependencias municipales (biblioteca, registro electoral, comedor popular) y, en los años 1950 la oficina de retransmisión de la emisora radial "Radio Junín".
A fines de los años 1950, este recinto empezó a resultar diminuto por la falta de infraestructura adecuada para atender la carga y descarga de mercadería así como el tránsito de camiones. Ello generó el deterioro del área circundante a pesar de los esfuerzos que se hicieron por mejorarla como fue la construcción del Hotel de Turistas en 1943.
En 1963, durante el primer gobierno de Fernando Belaúnde, se expidió la Ley N° 14700 impulsada por el diputado aprista Alfredo Sarmiento Espejo que declaró de interés nacional la realización de diversas obras en la ciudad de Huancayo y el departamento de Junín creándose para ello impuestos específicos. Como consecuencia de esa ley se construyeron importantes obras en Huancayo como el Centro Cívico ubicado en la Plaza Huamanmarca, los mercados Modelo y mayorista, la Iglesia de la Inmaculada y el estadio Huancayo. Posteriormente, se generó una confusión al otorgar la autoría al senador por Junín Ramiro Prialé. Dentro del proyecto del Centro Cívico, se planteó la transformación del edificio del mercado municipal en oficina para la Junta de Obras Públicas de Junín pero esta obra nunca se realizó.

### Coliseo Municipal
En 1972, luego de la inauguración del Mercado Modelo, el edificio dejó de albergar el mercado y sufrió modificaciones para su utilización como coliseo que alojaría tanto un uso deportivo como artístico y festivo. Desde los años 1990 los ambientes del frontis del coliseo fueron utilizados como oficinas y salas de reunión de los regidores del Consejo Municipal así como espacios comerciales. Entre las modificaciones realizadas, se reemplazó el piso hecho con bloques de piedra de cantera por cemento. Asimismo, el mercado de comidas típicas ubicado a la espalda de la edificación fue transformado en un mercado de artesanías. Lo que era la loza principal de tiendas actualmente sirve como depósito y almacén de maquinaria pesada de la Municipalidad Provincial de Huancayo.

## Composición
El inmueble está compuesto por un edificio de dos pisos en el frontis que servía como estructura de acceso y tiene ambientes para su uso como oficinas. Este edificio, de estilo academicista francés es de ladrillo y adobe y muestra motivos ornamentales a modo de cresterias de cumbrera. El techo es de mansarda, en forma plana y quebrada a los cuatro lados y cuenta con un balcón con balaustrada en el interior. Detrás de este edificio se extendía el área de tiendas con una loza de piedra de cantera y una estructura de metal que sostenía el techo abierto. Actualmente esta sección se encuentra derruida desde el año 2014.